# Pseudobunocephalus rugosus
Pseudobunocephalus rugosus är en fiskart som först beskrevs av Eigenmann och Kennedy, 1903.  Pseudobunocephalus rugosus ingår i släktet Pseudobunocephalus och familjen Aspredinidae. Inga underarter finns listade i Catalogue of Life.